# No Man Is An Island
Albums de Dennis Brown
If I Follow My Heart
(1978)
No Man Is An Island est un album compilant douze titres parmi la trentaine de morceaux enregistrés par Dennis Brown au Studio One pour Clement "Coxsone" Dodd entre 1969 et 1970.
Le chanteur y reprend des tubes des Van Dykes (No Man Is An Island), des Fantastic Four (I Love You Madly), de B.J. Thomas (Rain Drops Keep Fallin' On My Head), de Johnnie Ray (I'll Never Fall In Love Again), des Four Tops (Your Love Is Amazing) et des Heptones (God Bless The Children).

## Titres
Face A
1. No Man Is An Island (Joan Whitney, Alex Kramer) - 3:14
2. Going To A Ball (Dennis Brown) - 2:47
3. I Love You Madly (William Garrett, Mike Hanks) - 3:00
4. Raindrops Keep Falling (Burt Bacharach, Hal David) - 3:20
5. Created By The Father (Dennis Brown) - 2:35
6. I Have Got To Go (Dennis Brown) - 3:10

Face B
1. I'll Never Fall in Love Again (Johnnie Ray) - 2:52
2. Make It Easy On Yourself (Dennis Brown, Clement Dodd) - 3:08
3. Your Love Is Amazing (Brian Holland, Lamont Dozier, Edward Holland) - 3:10
4. I Need Some One (Dennis Brown) - 2:03
5. Something Bugging Me (Dennis Brown) - 3:21
6. God Bless The Children (Jimmy Halliday) - 3:42

Réédition CD
1. No Man Is An Island - 3:08
2. Going To A Ball - 5:18
3. I Love You Madly - 2:59
4. Rain Drops Keep Falling - 3:09
5. Created By The Father - 2:31
6. I Have Got To Go - 3:06
7. I'll Never Fall In Love Again - 5:29
8. Make It Easy On Yourself - 3:03
9. Your Love Is Amazing - 3:08
10. I Need Some One - 3:35
11. Something Bugging Me - 3:10
12. God Bless The Children - 3:21

## Musiciens
- Sound Dimension